# 到21時為止的灰姑娘
「到21時為止的灰姑娘」（21時までのシンデレラ）是日本的女子偶像組合Berryz工房的第8張单曲。2005年8月3日由PICCOLO TOWN发售。

## 概要
- 「到21時為止的灰姑娘」是成員石村舞波的畢業單曲。
- 此單曲只有「CD ONLY」1個版本。
- 在8月15日於公信榜單曲週排行榜取得第13位。

## 收錄内容

### CD ONLY
1. 到21時為止的灰姑娘
（作詞・作曲：淳君 編曲：小西貴雄）
2. 秘密歌·姬（秘密のウ・タ・ヒ・メ）
（作詞・作曲：淳君 編曲：橋本由香利）
3. 到21時為止的灰姑娘（Instrumental）